# Sitio de Maastricht (1676)
El sitio de Maastricht de 1676 fue un intento fallido de Guillermo III de Orange de tomar la ciudad, ocupada por los franceses desde 1673. El asedio tuvo lugar durante la guerra franco-holandesa del 6 de julio al 27 de agosto de 1676.

## Antecedentes
En la Guerra de Devolución de 1667-1668, Francia capturó la mayor parte de los Países Bajos españoles, pero la Triple Alianza de la República Holandesa, Inglaterra y Suecia los obligó a renunciar a la mayor parte de estas ganancias en el Tratado de Aix-la-Chapelle. Luis XIV decidió entonces romper la Alianza; Suecia se mantuvo neutral a cambio del pago de importantes subsidios, mientras que Inglaterra aceptó unirse a los franceses contra los holandeses en el Tratado de Dover de 1670.
Las alianzas con Münster y el Electorado de Colonia permitieron a los franceses sortear las defensas de los Países Bajos españoles cuando invadieron la República Holandesa en mayo de 1672. Parecían haber logrado una victoria abrumadora, pero el ejército holandés se retiró entonces detrás de la Línea de Agua holandesa y las puertas se abrieron el 22 de junio, inundando el terreno e impidiendo nuevos avances. El 4 de julio, Guillermo de Orange fue nombrado Estatúder y repelió una fuerza de invasión desde Münster, recuperando la mayor parte del territorio perdido en junio.

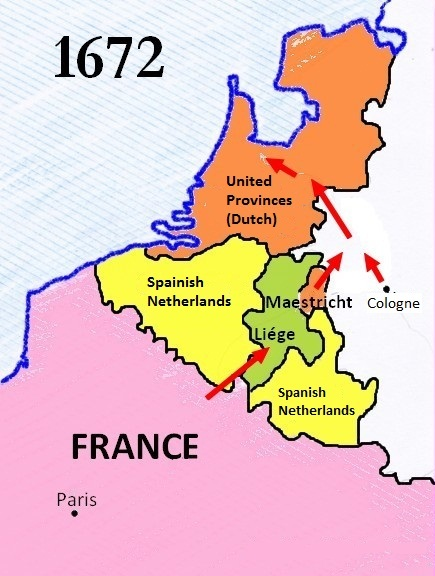
La ofensiva francesa de 1672; su alianza con Münster y Colonia les permitió eludir las defensas en los Países Bajos españoles

A finales de julio, la posición neerlandesa se había estabilizado, mientras que la preocupación por los avances franceses les hizo recibir el apoyo de Federico Guillermo de Brandeburgo-Prusia, el emperador Leopoldo y Carlos II de España. En agosto, Johan y Cornelis de Witt, cuyas políticas fueron culpadas del colapso holandés, fueron linchados por una turba orangista, dejando a Guillermo en el control. Luis se vio entonces obligado a emprender otra guerra de desgaste en las fronteras francesas, con un ejército imperial que abrió un nuevo frente en Renania.
Hasta la llegada de los ferrocarriles en el siglo XIX, los bienes y suministros se transportaban principalmente por agua, lo que hacía que ríos como el Lys, Sambre y Meuse fueran vitales para el comercio y las operaciones militares. En junio de 1673, los franceses tomaron Maastricht, que controlaba un punto de acceso clave en el Mosa, pero los holandeses recuperaron Naarden en septiembre de 1673, mientras que Münster y Colonia abandonaron la guerra en noviembre. A principios de 1674 Dinamarca se unió a la Alianza e Inglaterra acordó la paz con los holandeses en el Tratado de Westminster. Los franceses quedaron entonces sobrepasados y se retiraron de la República Holandesa, conservando sólo Maastricht.

## El asedio
En el verano de 1676 Guillermo III decidió poner fin a la presencia francesa en Maastricht. Fue apoyado por Carlos de Gurrea, duque de Villahermosa y gobernador de los Países Bajos de los Habsburgo. El 3 de julio marchó sobre Maastricht. Los ejércitos combinados llegaron a Maastricht el 6 de julio. Bajo el mando de Guillermo estaba el general Georg Friedrich de Waldeck, mientras que las fuerzas españolas estaban bajo el mando de Carlos de Gurrea. También estuvieron presentes regimientos de Inglaterra (bajo el mando de John Fenwick), así como fuerzas de Brandeburgo y el Palatinado-Neuburg.
Debido a los retrasos, el primer asalto a la ciudad fortificada no se produjo hasta el 21 de julio, y se centró en los frentes de Zyl, en la sección noroeste, cerca de la parte de Bosch. Ésta se consideraba la parte más débil de las defensas de la ciudad. Durante los ataques de finales de julio y agosto, las fuerzas holandesas sufrieron un millar de bajas. Durante uno de los ataques a principios de agosto, Karel Florentine de Salm, el teniente general de la infantería y mano derecha de Guillermo III, sufrió heridas mortales.
Mientras continuaba el asedio, se estaban llevando a cabo conversaciones de paz en Nijmegen.Si bien éstas no consiguieron poner fin al asedio, sí que desembocaron en los primeros Tratados de Nijmegen.
Guillermo recibió una carta de Meinhard Schomberg el 17 de agosto, que había sido enviada al comandante de la fortaleza y había sido interceptada. La carta informaba al comandante de que una columna de socorro francesa estaba en camino para romper el asedio. Guillermo se reunió con Waldeck en Tongeren, también estaban presentes el  Obispo de Osnabrück, el Marqués de Louvigny, así como oficiales militares de España y Austria. El asedio continuó, y las fuerzas holandesas aliadas siguieron intentando flanquear la guarnición a través del suburbio de Wyck el 23 de agosto. Sin embargo, ante la inminente llegada de la columna de socorro francesa, el asedio fue abandonado el 27 de agosto.
Las razones del fracaso del asedio fueron variadas. Algunos culparon a la escasa capacidad de mando de los holandeses, mientras que otros pensaron que se debió a la falta de apoyo de los aliados de Guillermo. Otra teoría fue que el bajo nivel del río Mosa hizo que el suministro de agua para las fuerzas holandesas fuera inadecuado.